# Asthenes perijana
El piscuiz de Perijá (en Venezuela)  rastrojero de Perijá o chamicero de Perijá (en Colombia) (Asthenes perijana) es una especie de ave paseriforme de la familia Furnariidae perteneciente al numeroso género Asthenes. Es endémica de la Serranía del Perijá, en la frontera entre Colombia y Venezuela.

## Distribución y hábitat
Se encuentra únicamente en la Serranía de Perijá (particularmente en Cerro Pintado) en la frontera del noreste de Colombia (Guajira) y noroeste de Venezuela (Zulia).
Esta especie habita en el subpáramo y vegetación arbustiva en altitudes de 2950 a 3400 m; en bosques enanos, arbustales y áreas abiertas de musgos y pastos, típicas de los subpáramos. Se ha sugerido que puede preferir los bambuzales, pero su pariente más próximo, Asthenes fuliginosa, no habita en formaciones de bambú. Generalmente es vista en pares, forrajeando en busca de artrópodos y ocasionalmente bayas. Ejemplares inmaduros y adultos en condiciones de reproducción han sido registrados en el mes de julio.

## Descripción
Es una ave de tamaño pequeño que mide entre 19 y 22 cm de longitud y pesa entre 16 y 21 g. La cola es larga, de plumas delgadas y puntiagudas con barbas en hilachas (como un pedazo de hilo que se desprende de la tela), que hace que sea más larga que las de otras especies del género. Esta ave posee colores crípticos y opacos, lo que la ayuda a confundirse con la coloración del medio que le rodea y a pasar desapercibida de los depredadores. El dorso es pardo rufo y el vientre es marrón grisáceo. El área orbicular es blanquecina y estrecha. En la barbilla posee una pequeña mancha anaranjada, y el resto de la garganta es grisácea.

## Estado de conservación
El piscuiz de Perijá ha sido calificado como amenazado de extinción por la Unión Internacional para la Conservación de la Naturaleza (IUCN) debido a su muy pequeña zona de distribución donde es conocida en pocas localidades. Sus hábitats de altitud son altamente restringidos y las evidencias recientes sugieren que están en decadencia y siendo fragmentado como resultado de cultivos ilegales. La población es estimada entre 250 y 700 individuos maduros y también considerada en declinio. Cabe destacar que esta especie forma parte del Libro Rojo de la Fauna Venezolana que es básicamente una enciclopedia de animales en Venezuela que están amenazados.

### Situación
Es una especie con una distribución muy restringida que apenas abarca 300 km². Se había reportado solo en dos localidades. Recientemente (2008 y 2014-2015) ha habido una serie de registros en Colombia, cerca de la frontera, lo que aumentó el número de localidades para cinco. La especie no ha sido registrada en Venezuela desde hace varias décadas.

### Amenazas
Se estima que se encuentra amenazada debido a su distribución restringida, combinada con la amenaza que existe sobre los ambientes naturales en los que suele desenvolverse. Aunque el área es señalada como muy amenazada, no se conoce con precisión la frecuencia, intensidad e impacto de dichas amenazas sobre esta u otras especies endémicas de la región.
Entre los peligros permanentes de su hábitat se incluyen los cultivos ilícitos, la colonización no controlada, la ganadería y la minería asociada a la extracción de carbón, cobre, calizas, arcillas, fosfatos y barita. Algunas áreas de Venezuela permanecen en buen estado de conservación y con sus ecosistemas originales casi intactos. Al ser una especie restringida al páramo, su menor área de distribución la hace más susceptible a los impactos humanos, como el calentamiento global.

### Acciones de conservación en curso
Está considerada como nacionalmente amenazada tanto en Colombia (Renjifo et al. 2002) como en Venezuela (Sharpe & Lentino 2015). Parte de su área está formalmente protegida en el parque nacional Sierra de Perijá, Venezuela, pero no existe un gerenciamiento activo. En Colombia, recientemente, la Fundación Proaves creó la dedicada Reserva Chamicero del Perijá, preservando 750 ha de hábitat primario. Cerro Pintado queda al norte del parque y los habitantes del poblado de  Villanueva en Colombia, tienden a proteger el hábitat natural.

### Acciones de conservación propuestas
Estimar el tamaño de la población (C. J. Sharpe, J-P. Rodríguez and F. Rojas-Suárez in litt. 1999, Sharpe & Lentino 2008). Determinar la distribución global (Sharpe & Lentino 2008). Estudiar los requisitos ecológicos (C. J. Sharpe, J-P. Rodrígiez y F. Rojas-Suárez in litt. 1999). Evaluar la disponibilidad de hábitats adecuados utilizando fotografías aéreas. (C. J. Sharpe, J-P. Rodríguez y F. Rojas-Suárez in litt. 1999). Gerenciar y efectivamente proteger el parque nacional Sierra de Perijá (Rodríguez & Rojas-Suárez 1995, Sharpe & Lentino 2008). Expandir el parque para abarcar más de la zona de la especie (Sharpe & Lentino 2015). Una prioridad global mayor sería evaluar el estado del páramo de altitud a lo largo de la Serranía de Perijá para verificar la necesidad de: a) crear un área estrictamente protegida en Colombia, b) reforzar el parque existente en Venezuela, y/o c) extender el parque para incorporar más hábitat conveniente (C. J. Sharpe in litt. 2015).

## Sistemática

### Descripción original
La especie A. perijana fue descrita por primera vez por el ornitólogo venezolano William Henry Phelps Jr. en 1977 bajo el nombre científico Schizoeaca perijana; la localidad tipo es: «campo “Frontera 2”, Sierra de Perijá, 3000 m, Zulia, Venezuela».

### Etimología
El nombre genérico femenino «Asthenes» deriva del término griego «ασθενης asthenēs»: insignificante; y el nombre de la especie «perijana», se refiere a la localidad tipo: la Serranía del Perijá.

### Taxonomía
Esta especie, junto a Asthenes coryi, A. vilcabambae (incluyendo A. ayacuchensis), A. fuliginosa, A. griseomurina, A. harterti, A. palpebralis y A. helleri, estuvo anteriormente separada en un género Schizoeaca, y algunas veces fueron todas consideradas conespecíficas, aunque los patrones de plumaje difieren en un grado no encontrado al nivel de especies dentro de Furnariidae; los datos genéticos indican que, más que formar un grupo monofilético, todos estos taxones están mezclados dentro de Asthenes.
Ya fue considerada una subespecie de A. fuliginosa. Es monotípica.